# Jaungoikoa eta lege zaharra
 (mai 2023).
Si vous disposez d'ouvrages ou d'articles de référence ou si vous connaissez des sites web de qualité traitant du thème abordé ici, merci de compléter l'article en donnant les références utiles à sa vérifiabilité et en les liant à la section « Notes et références ».
Pour les articles homonymes, voir JEL.
Le Jaungoikoa eta lege zaharra ou son abréviation basque JEL, signifiant « Dieu et la Loi coutumière » est la devise créée en 1895 par Sabino Arana Goiri en Biscaye comme slogan de son parti, Euzko Alderdi Jeltzalea-Partido Nacionalista Vasco ou Parti nationaliste basque, EAJ-PNV ou EAJ-PNB.
Le JELkide est celui qui accepte et soutient ce parti. Le JELzale celui qui a de la sympathie pour ce parti.
Le drapeau basque, « l'ikurriña » créé par les frères Arana Goiri est la version graphique du JEL. Le peuple (fond rouge) vit selon la loi coutumière (croix verte de St André) elle-même soumise à la loi catholique (croix blanche chrétienne).
Pour autant, il n'y a pas ici de tentation fondamentaliste, traditionaliste ou de mouvement soumis à une religion. La tradition d'EAJ-PNB est celle d'un mouvement moderne. EAJ-PNB construit la société basque, ouverte depuis toujours aux influences extérieures, en se basant sur l'histoire, la culture et la langue basque, autant d'éléments constitutifs de la nation basque « Euzkadi ». C'est le sens du Lege Zaharra, la loi coutumière. Conscience de son passé pour assimiler les influences extérieures et les courants modernes, tel est le pari sans cesse renouvelé d'EAJ-PNB.
Mais par-dessus tout, cette société a une valeur fondamentale celle du respect de l'Homme, de l'humanisme, des politiques centrées sur l'Homme dans une conception issue de la tradition chrétienne. C'est le sens du « Jaungoikoa ». Cet homme est à la fois, libre et responsable, impliqué dans la vie sociale, en faveur de son prochain et soutenu dans ses difficultés. Hier, EAJ-PNB était à l'avant garde du catholicisme social et de la démocratie chrétienne. Depuis 1977 et la sortie de la clandestinité, EAJ-PNB est devenu un parti aconfessionnel, non lié à une religion. Mais son humanisme reste le fil conducteur de 100 années d'activité politique.
Le Jeltzale est à la fois abertzale, le Pays Basque est une nation « Euzkadi » et humaniste, il doit être ouvert à toute personne, quelle que soit son origine[réf. nécessaire].